# Alice Pol
Alice Pol (Réunion, 3 de diciembre de 1982) es una actriz francesa, reconocida principalmente por interpretar el papel de Anna Zvenka en la película de comedia francesa de 2014 Supercondriaque, escrita y dirigida por Dany Boon.

## Filmografía

### Cine y televisión
| Año  | Título                    | Rol              | Director                           | Notas |
| ---- | ------------------------- | ---------------- | ---------------------------------- | ----- |
| 2003 | Fragile                   | Sophie           | Jean-Louis Milesi                  |       |
| 2004 | Plus belle la vie         | Zoe              | Christophe Andrei, Charli Beléteau |       |
| 2004 | Julie Lescaut             | Amélie           | Bernard Uzan                       |       |
| 2004 | Ma terminale              | Edith            | Stéphane Meunier                   |       |
| 2005 | Belle, enfin possible     |                  | Régis Roinsard                     | Corto |
| 2008 | Tutto o niente            | Claire           | Christophe Fustini                 | Corto |
| 2008 | Sous le soleil            | Chloé            | William Gotesman                   |       |
| 2008 | Vilaine                   | Jessica          | Jean-Patrick Benes, Allan Mauduit  |       |
| 2008 | Mafiosa                   | Aurélie          | Éric Rochant                       |       |
| 2009 | Queen to Play             | Natalia          | Caroline Bottaro                   |       |
| 2009 | Juste un peu d'@mour      | Inès             | Nicolas Herdt                      |       |
| 2010 | À 10 minutes de la plage  | Lupita           | Stéphane Kappes                    |       |
| 2010 | Trahie!                   | Laura            | Charlotte Brandström               |       |
| 2010 | Le miroir                 |                  | Sébastien Rossignol                | Corto |
| 2010 | Romantics Anonymous       | Adèle            | Jean-Pierre Améris                 |       |
| 2010 | Domino(S)                 |                  | Charles Poupot                     | Corto |
| 2011 | La loi selon Bartoli      | Aline Juano      | Charlotte Brandström               |       |
| 2011 | La croisière              |                  | Pascale Pouzadoux                  |       |
| 2011 | Une folle envie           |                  | Bernard Jeanjean                   |       |
| 2012 | Quitte ou double          | Emilie           | Alexandre Coffre                   | Corto |
| 2012 | Merlin                    |                  | Stéphane Kappes                    |       |
| 2012 | Un plan parfait           | Corinne          | Pascal Chaumeil                    |       |
| 2013 | Au bonheur des ogres      |                  | Nicolas Bary                       |       |
| 2013 | Joséphine                 | Diane            | Agnès Obadia                       |       |
| 2013 | Il neige sur Acapulco     | Magalie          | Aurelien Drach                     | Corto |
| 2014 | Supercondriaque           | Anna Zvenka      | Dany Boon                          |       |
| 2015 | The Disappearance         | Camille Guérin   | Charlotte Brandström               |       |
| 2015 | Qui c'est les plus forts? | Sam              | Charlotte de Turckheim             |       |
| 2015 | Un plus une               | Alice Hanel      | Claude Lelouch                     |       |
| 2016 | Cézanne and I             | Alexandrine Zola | Danièle Thompson                   |       |
| 2017 | Raid dingue               | Johanna Pasquali | Dany Boon                          |       |
| 2019 | Le Dindon                 | Victoire         | Jalil Lespert                      |       |